# USS Hobson (DD-464)
«Гобсон» (англ. USS Hobson (DD-464) — військовий корабель, ескадрений міноносець типу «Глівз» військово-морських сил США за часів Другої світової війни.
«Гобсон» був закладений 14 листопада 1940 року на верфі Charleston Naval Shipyard у Норт-Чарлстоні, де 8 вересня 1941 року корабель був спущений на воду. 22 січня 1942 року він увійшов до складу ВМС США.

## Бойовий шлях
Після введення до строю «Гобсон» увійшов до складу 20-го дивізіону есмінців, до якого входили також «Форрест», «Фітч», «Коррі», які разом з 19-м дивізіоном есмінців компонували 10-ту ескадру есмінців на чолі з «Еллісон», у свою чергу — 4-ту флотилію есмінців з флагманом «Вейнрайт» Атлантичного флоту США.

### 1943
1 листопада 1943 року есмінець увійшов до складу сил ескорту, що супроводжували конвой RA 54A, який повертався з Радянського Союзу.
19 листопада 1943 року оперативна група британського флоту, до якої входили й американські кораблі, забезпечували прикриття конвою JW 54A.

### 1944
13 березня 1944 року глибинними бомбами з канадського фрегата «Принц Руперт», есмінця ВМС США «Гобсон», ескортного есмінця ВМС США «Гверфілд», літаків королівських ВПС та літака з ескортного авіаносця ВМС США «Боуг» потоплений німецький підводний човен U-575. 18 членів екіпажу загинули, 37 врятовано.